# Juana Martín Martín
Juana Martín Martín (Navalonguilla, província d'Àvila, 1952) és una treballadora social d'origen castellà.
És responsable del Departament de Migració, Ciutat Vella i Voluntariat de Càritas Diocesana de Barcelona i el 2007 va impulsar un curs de cuidadors de persones amb dependència amb el Centre Docent Sant Joan de Déu. El 2009 va rebre la Creu de Sant Jordi de la Generalitat de Catalunya en reconeixement de la seva tasca.